# 小西良樹
小西 良樹 (こにし よしき、1967年2月9日 - ) は、トヨタ自動車株式会社の技術者。

## 経歴・人物
愛知県常滑市出身。名古屋工業大学大学院工学研究科生産システム工学修士課程修了後、1991年トヨタ自動車に入社。入社後はボデー設計部でセリカ、コロナ、bBなどを担当。その後、製品企画室に異動し、カローラとRAV4を手掛ける。2009年 商品開発部に異動し、TNGAプラットフォームの開発責任者を務め、2015年 製品企画室に戻り、11代目と12代目のカローラシリーズのチーフエンジニアに就任。
| スタブアイコン | サブスタブ | この項目は、まだ閲覧者の調べものの参照としては役立たない、人物に関連した書きかけの項目です。この項目を加筆・訂正などしてくださる協力者を求めています（P:人物伝/PJ:人物伝）。 |